# Campeonato Mundial de Snowboard de 2017 - Halfpipe masculino
A prova do halfpipe masculino do Campeonato Mundial de Snowboard de 2017 foi disputada entre 10 e 11 de março  em Serra Nevada na Espanha. 34 atletas de 14 nacionalidades participaram do evento.

## Medalhistas
| Ouro               | Prata                     | Bronze                 |
| Scotty James (AUS) | Iouri Podladtchikov (SUI) | Patrick Burgener (SUI) |

## Resultados

### Qualificação
A seguir estão os resultados da qualificação. 
| Colocação | Bib | Nome                | Nacionalidade  | Descida 1 | Descida 2 | Notas |
| --------- | --- | ------------------- | -------------- | --------- | --------- | ----- |
| 1         | 1   | Scotty James        | Austrália      | 80.25     | 92.25     | Q     |
| 2         | 5   | Zhang Yiwei         | China          | 90.00     | 25.50     | Q     |
| 3         | 10  | Taku Hiraoka        | Japão          | 81.75     | 87.25     | Q     |
| 4         | 4   | Louie Vito          | Estados Unidos | 84.75     | 36.25     | Q     |
| 5         | 3   | Patrick Burgener    | Suíça          | 3.75      | 82.50     | Q     |
| 6         | 7   | Jan Scherrer        | Suíça          | 75.50     | 82.25     | Q     |
| 7         | 2   | Iouri Podladtchikov | Suíça          | 81.00     | 32.00     | Q     |
| 8         | 11  | David Hablützel     | Suíça          | 60.50     | 79.50     | Q     |
| 9         | 12  | Markus Malin        | Finlândia      | 76.50     | 14.25     | Q     |
| 10        | 6   | Ryan Wachendorfer   | Estados Unidos | 76.00     | 31.25     | Q     |
| 11        | 8   | Kent Callister      | Austrália      | 72.75     | 16.25     |       |
| 12        | 16  | Nikita Avtaneev     | Rússia         | 5.25      | 71.75     |       |
| 13        | 21  | Chase Blackwell     | Estados Unidos | 60.25     | 70.25     |       |
| 14        | 18  | Nathan Johnstone    | Austrália      | 68.50     | 3.50      |       |
| 15        | 15  | Rakal Tait          | Nova Zelândia  | 59.75     | 57.25     |       |
| 16        | 17  | Toby Miller         | Estados Unidos | 24.00     | 52.50     |       |
| 17        | 28  | Lee Min-sik         | Coreia do Sul  | 52.00     | 29.50     |       |
| 18        | 14  | Kweon Lee-jun       | Coreia do Sul  | 50.25     | 37.25     |       |
| 19        | 20  | Tit Stante          | Eslovênia      | 45.00     | 24.25     |       |
| 19        | 27  | Shi Wancheng        | China          | 3.75      | 45.00     |       |
| 21        | 29  | Filip Kavčič        | Eslovênia      | 44.50     | 21.00     |       |
| 22        | 25  | Janne Korpi         | Finlândia      | 40.00     | 33.00     |       |
| 22        | 34  | Jan Nečas           | Chéquia        | 17.25     | 40.00     |       |
| 24        | 30  | Maksim Suikov       | Rússia         | 4.25      | 39.75     |       |
| 25        | 32  | Mikoláš Pajer       | Chéquia        | 36.00     | 14.00     |       |
| 26        | 24  | Derek Livingston    | Canadá         | 23.50     | 26.50     |       |
| 27        | 26  | Kim Ho-jun          | Coreia do Sul  | 8.50      | 22.50     |       |
| 28        | 9   | Lee Kwang-ki        | Coreia do Sul  | 20.00     | 7.50      |       |
| 29        | 22  | Trevor Niblett      | Canadá         | 6.75      | 19.25     |       |
| 30        | 31  | Huang Shiying       | China          | 10.25     | 17.00     |       |
| 31        | 19  | Tim-Kevin Ravnjak   | Eslovênia      | 15.75     | 5.75      |       |
| 32        | 13  | Andre Hoeflich      | Alemanha       | 10.00     | 4.25      |       |
| 33        | 23  | Freeman Andrews     | Nova Zelândia  | 1.25      | DNS       |       |
|           | 33  | Botond Istvan Fricz | Hungria        | DNS       | DNS       |       |

### Final
A seguir estão os resultados da final. 
| Colocação         | Bib | Nome                | Nacionalidade  | Descida 1 | Descida 2 | Descida 3 | Melhor |
| ----------------- | --- | ------------------- | -------------- | --------- | --------- | --------- | ------ |
| Medalha de ouro   | 1   | Scotty James        | Austrália      | 95.75     | 97.50     | 5.25      | 97.50  |
| Medalha de prata  | 2   | Iouri Podladtchikov | Suíça          | 89.75     | 93.25     | 68.50     | 93.25  |
| Medalha de bronze | 3   | Patrick Burgener    | Suíça          | 41.50     | 87.50     | 90.50     | 90.50  |
| 4                 | 10  | Taku Hiraoka        | Japão          | 40.25     | 73.50     | 90.00     | 90.00  |
| 5                 | 5   | Zhang Yiwei         | China          | 27.25     | 85.00     | 39.00     | 85.00  |
| 6                 | 12  | Markus Malin        | Finlândia      | 82.00     | 19.00     | 15.00     | 82.00  |
| 7                 | 11  | David Hablützel     | Suíça          | 29.25     | 79.50     | 62.00     | 79.50  |
| 8                 | 4   | Louie Vito          | Estados Unidos | 74.00     | 78.75     | 39.25     | 78.75  |
| 9                 | 6   | Ryan Wachendorfer   | Estados Unidos | 19.75     | 57.50     | 46.75     | 57.50  |
| 10                | 7   | Jan Scherrer        | Suíça          | 8.75      | 41.75     | 26.75     | 41.75  |

Legenda
| Recorde mundial       | Recorde mundial (World record)               |                       | Recorde africano                      | Recorde africano (African) |                                           | Q | Classificado por posição (Qualified) |
| Recorde do campeonato | Recorde do campeonato (Championship record)  | Recorde da América    | Recorde da América (Americas)         | q                          | Classificado por melhor tempo (Qualified) |   |                                      |
| Melhor marca do ano   | Melhor marca do ano (World leading)          | Recorde asiático      | Recorde asiático (Asian)              | DNS                        | Não largou (Did not start)                |   |                                      |
| Recorde nacional      | Recorde nacional (National record)           | Recorde europeu       | Recorde europeu (European)            | DNF                        | Não terminou (Did not finish)             |   |                                      |
| Recorde pessoal       | Recorde pessoal do atleta (Personal best)    | Recorde da Oceania    | Recorde da Oceania (Oceania)          | DSQ / DQ                   | Desclassificado (Disqualified)            |   |                                      |
| Recorde da temporada  | Recorde da temporada do atleta (Season best) | Recorde sul-americano | Recorde sul-americano (South America) | NM                         | Sem marca (No mark)                       |   |                                      |